# Artéria ileocólica
A artéria ileocólica é o menor ramo que surge da concavidade da artéria mesentérica superior.